# 1954年全仏選手権 (テニス)
1954年 全仏選手権（1954ねんぜんふつせんしゅけん、Internationaux de France de Roland-Garros 1954）に関する記事。フランス・パリにある「ローランギャロス・スタジアム」にて開催。

## 大会の流れ
- 男子シングルスは「128名」の選手による7回戦制で行われた。シード選手は16名で、すべての選手が1回戦から出場した。
- 女子シングルスは「54名」の選手による6回戦制で行われ、10名の選手に「1回戦不戦勝」（抽選表では“Bye”と表示）があった。シード選手は16名。シード選手でも、1回戦から出場した人と、2回戦から登場した人がいる。2回戦から登場した選手が初戦敗退の場合は「2回戦＝初戦」と表記する。

## シード選手

### 男子シングルス
1. ルー・ホード （4回戦）
2. トニー・トラバート （初優勝）
3. ケン・ローズウォール （4回戦）
4. ビック・セイシャス （ベスト8）
5. ヤロスラフ・ドロブニー （4回戦）
6. バッジ・パティー （ベスト4）
7. メルビン・ローズ （ベスト8）
8. エンリケ・モレア （ベスト4）
9. フィリップ・ワッシャー （4回戦）
10. クルト・ニールセン （2回戦）
11. ジャック・ブリシャン （4回戦）
12. アーサー・ラーセン （準優勝）
13. レックス・ハートウィグ （4回戦）
14. スベン・デビッドソン （ベスト8）
15. ボブ・ファルケンバーグ （4回戦）
16. ガードナー・ムロイ （ベスト8）

### 女子シングルス
1. モーリーン・コノリー （優勝、大会2連覇）
2. ネリー・アダムソン・ランドリー （ベスト4）
3. ヘレン・フレッチャー （1回戦）
4. シルバナ・ラザリーノ （ベスト4）
5. アン・マリー・ゼーガース （ベスト8）
6. ババ・ルイス （3回戦）
7. ヨラ・ラミレス （3回戦）
8. トト・ツェーデン （3回戦）
9. （大会開始前に棄権？）
10. ドロシー・レバイン （ベスト8）
11. ジネット・ブケイユ （準優勝）
12. ジャクリーヌ・ケルミナ （3回戦）
13. A・バクスター （1回戦）
14. ピラー・バリル （2回戦）
15. シャーリー・ブルーマー （3回戦）
16. ニクラ・ミグリオーリ （2回戦＝初戦）

## 大会経過

### 男子シングルス
準々決勝
- エンリケ・モレア vs.  ガードナー・ムロイ 6-3, 6-4, 6-1
- アーサー・ラーセン vs.  ビック・セイシャス 6-4, 1-6, 8-6, 6-1
- バッジ・パティー vs.  スベン・デビッドソン 6-4, 6-0, 6-4
- トニー・トラバート vs.  メルビン・ローズ 7-5, 4-6, 6-4, 6-2

準決勝
- アーサー・ラーセン vs.  エンリケ・モレア 6-4, 6-3, 6-4
- トニー・トラバート vs.  バッジ・パティー 6-1, 7-5, 6-4

### 女子シングルス
準々決勝
- モーリーン・コノリー vs.  アンジェラ・バクストン 6-1, 6-0
- シルバナ・ラザリーノ vs.  アン・マリー・ゼーガース 6-3, 6-3
- ジネット・ブケイユ vs.  ジョセット・アムレッティ 6-1, 6-1
- ネリー・アダムソン・ランドリー vs.  ドロシー・レバイン 6-1, 6-2

準決勝
- モーリーン・コノリー vs.  シルバナ・ラザリーノ 6-0, 6-1
- ジネット・ブケイユ vs.  ネリー・アダムソン・ランドリー 6-2, 6-4

## 決勝戦の結果
- 男子シングルス： トニー・トラバート vs.  アーサー・ラーセン 6-4, 7-5, 6-1
- 女子シングルス： モーリーン・コノリー vs.  ジネット・ブケイユ 6-4, 6-1
- 男子ダブルス： ビック・セイシャス& トニー・トラバート vs.  ケン・ローズウォール& ルー・ホード 6-4, 6-2, 6-1
- 女子ダブルス： モーリーン・コノリー& ネル・ホール・ホップマン vs.  モード・ガルティエ& スザンヌ・シュミット 7-5, 4-6, 6-0
- 混合ダブルス： ルー・ホード& モーリーン・コノリー vs.  レックス・ハートウィグ& ジャクリーヌ・パトーニ 6-4, 6-3